# Ismael Cosío Villegas
Ismael Cosío Villegas (Ciudad de México; 30 de septiembre de 1902-Ciudad de México, 2 de agosto de 1985) fue un médico mexicano.

## Trayectoria
Graduado por la Universidad Nacional Autónoma de México en 1926, de inmediato se dedica a la Tisiología, fundándola en México.
En 1927 es nombrado Jefe del Servicio de Tuberculosis en el Hospital General. Dirige tres veces la Campaña antituberculosa, tras fundarla y organizarla en 1929.
Ejerce la docencia desde 1927 hasta 1965 en los cursos de Clínica Médica y Patología Médica en la  Universidad Nacional Autónoma de México. Maestro en numerosos cursos sobre tuberculosis para posgraduados en el Hospital General, en Huipulco y la Campaña Contra la Tuberculosis.
Dedica gran parte de su vida como Jefe del Servicio en el Sanatorio de Huipulco, de 1936 a 1965.
Miembro de un gran número de Sociedades Científicas. Dicta infinidad de conferencias en el país y en el extranjero. Escribe artículos y redacta dos libros Los abscesos del pulmón y Patología del Aparato Respiratorio, este último con 13 ediciones.
En noviembre de 1960, resume los medicamentos necesarios para el tratamiento de tuberculosis, los divide en principales y secundarios (ahora conocidos como 1.ª y 2.ª línea). Los principales de uso en pacientes vírgenes o insuficientemente tratados y los secundarios en enfermos sobre drogados y que resultan resistentes medicamentos principales.
Es nombrado Director del Sanatorio de Huipulco, hoy Instituto Nacional de Enfermedades Respiratorias  Ismael Cosío Villegas, de 1956 a septiembre de 1965.
Se opone al régimen opresor de Gustavo Díaz Ordaz; comprometido con los médicos internos y residentes del Sanatorio de Huipulco se declara en favor del movimiento médico iniciado en 1964. En 1965 deja el cargo de director del Sanatorio, con dignidad absoluta, estricto sentido ético y sin parpadeos haciendo frente a las fuerzas armadas que tomaban las instalaciones sanitarias del país y la ciudad universitaria. Debido a la negativa de retractarse a las críticas realizadas al gobierno de Díaz Ordaz, su apoyo los movimientos médico del 64 y estudiantil del 68 es obligado a dejar su cátedra en la UNAM que había durando ya más de 38 años y significaba la formación de numerosas generaciones de médicos; también se le prohíbe la entrada a los hospitales públicos. Se ve forzado a dedicarse a la práctica privada de su profesión por 20 años.
En 1980 fue nombrado doctor honoris causa de la Universidad Autónoma de Puebla. En 1981 el Consejo de la Universidad Nacional Autónoma de México lo eleva a la calidad de maestro emérito de la Facultad de Medicina. Académico en la Academia Nacional de Medicina, presidente de ella, miembro honorario desde 1981. La Sociedad Médica de Chihuahua y el Hospital de Especialidades de esa ciudad llevan su nombre.
En 1981 es nombrado Maestro emérito de la Facultad de Medicina de la Universidad Nacional Autónoma de México.

## Pabellones para Tuberculosos e Inicios de Huipulco

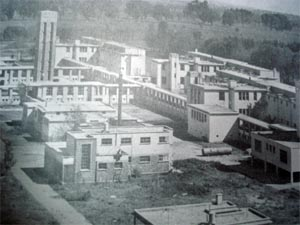
Huipulco en Construcción.

Ismael Cosío Villegas gesta con base en un levantamiento del croquis de un terreno en Tlalpan la idea y construcción del Sanatorio para Tuberculosos de la Beneficencia Pública en Huipulco. Cosío Villegas y el Arq. Villagrán presentaron el 15 de diciembre de 1930 el Programa General del Conjunto Arquitectónico del Sanatorio en el IX Congreso Médico Nacional, celebrado en Guadalajara, Jalisco.
En 1934, tras los esfuerzos de Cosío Villegas, se establece en forma permanente la campaña contra la tuberculosis, por decreto publicado en 1934 por el presidente Abelardo L. Rodríguez, se sujeta a la organización de los dispensarios a las funciones específicas del Sanatorio de Huipulco. Fungio tres veces como director de la campaña antituberculosa y desde ahí promovió la construcción del Hospital Manuel Gea González, que en sus inicios fue destinado al tratamiento de los pacientes con tuberculosis pulmonar.
Estuvo de jefe de los pabellones para tuberculosos de Hospital General hasta 1936, año en que se inauguró el Sanatorio para después ser designado director en 1956.

## Movimiento Médico de 1964-1965
En 1964 surge un movimiento en defensa de los derechos laborales de los médicos. Ismael Cosío Villegas, director del Hospital de Huipulco se declara abiertamente a favor de los médicos y residentes de los hospitales a lo largo del país.
En 1964 Ismael Cosío Villegas declara públicamente "que si se cometía cualquier acto de violencia en contra de los becarios, él y de los demás médicos del hospital de Huipulco presentarían su renuncia y se retirarían del mismo".
Ismael Cosío Villegas estuvo en uno de los movimiento más importantes en la historia social y laboral de su país.
El 26 de noviembre de 1964 la realidad académica y laboral de los médicos mexicanos se veía reducida a un progreso inexistente a pesar de la ampliación de sus conocimientos mediante la experiencia en servicios que sobrepasaban, incluso, lo que recibían a cambio y lo que a veces su propio cuerpo podría superar: guardias, atención nocturna consecutiva, etcétera. Además había una incongruencia con el concepto de beca hacia los médicos, ya que era lo contrario a un apoyo para los médicos egresados y con un título universitario, no obstante las nuevas técnicas para mejorar la salud para las que ya estaban capacitados, proporcionaban todos los servicios con los conocimientos necesarios y no eran considerados institucionalmente como trabajadores sino como simples estudiantes. Asimismo se corrió el rumor de que no recibirían aguinaldos ese año.
De esta manera, luego de una larga lista de inconformidades, el 27 de noviembre de 1964 residentes e internos del Hospital 20 de noviembre llegaron al acuerdo de detener sus labores y crear la Asociación Mexicana de Médicos Residentes e Internos A. C. (AMMRI) para reclamar mayores prestaciones. Se organizaron de manera que las áreas que requerían mayor urgencia no quedaran vacías.
El gobierno respondió rápidamente y el primer paso fue cesar a los médicos que estaban implicados en la protesta; a partir de entonces adquirió mucha fuerza uno de los movimientos más emblemáticos en la historia laboral de México.
En albores de diciembre en ese mismo año se unieron médicos de otros hospitales como el Hospital general y el Hospital La Raza, todos apoyando las siguientes demandas:
1. 1.	Restitución sin represalias de los médicos cesados.
2. 2.	Revisión legal y cambio del término de contrato beca, por una forma adecuada de relación laboral bien definida y sueldos especificados.
3. 3.	Preferencia para ocupar plazas de base.
4. 4.	Participación activa en la elaboración de los planes de enseñanza médica.
5. 5.	Resolución satisfactoria de los problemas de cada hospital.[7]

Al mismo tiempo, el licenciado Gustavo Díaz Ordaz se estrenaba como presidente e inmediatamente se hizo partícipe y les pidió que arreglaran sus problemas con sus correspondientes dependencias. Los médicos levantaron el paro el 20 de diciembre de 1964.
Entrando el año 1965, y al ver que las instituciones aún no modificaban su comportamiento ni hacían caso a sus demandas, se declaró un segundo paro el día 13 de enero, éste duró hasta el 24 del mismo mes. Durante este segundo movimiento surgió la Alianza de Médicos Mexicanos A. C.
Esta Alianza quedó constituida como un organismo nacional independiente, de esta manera, la AMMRI ocupó solo un papel filial en el evento. Esta nueva alianza estaba formada por miles de médicos egresados. Era una organización enojada y consciente de lo que sucedía a sus alrededores, por lo que ante la información que proporcionaba la prensa comercial acerca del conflicto, publicó un periódico llamado “Boletín de la Alianza de Médicos Mexicanos” que serviría como contrapeso para las calumnias, datos erróneos o incompletos que se publicaban, así, la credibilidad hacia el movimiento se acrecentaría gracias a este medio de expresión.
El 16 de enero de 1965, cuando el gobierno federal ordena el cese de los becarios e internos que estuvieran en paro, Ismael Cosío Villegas presenta su renuncia ante el Consejo Técnico Consultivo del nosocomio y manifiesta abiertamente su repudio a las políticas opresoras del régimen de Gustavo Díaz Ordaz.
Contrariamente a la generalizada creencia de que es forzado a dejar a su cargo, Cosío Villegas renuncia en apego a sus valores morales y éticos y cuyo texto íntegro aparece a continuación:

H. Consejo Consultivo del Sanatorio de Huipulco 
Presente 
Presentó ante este H. Consejo mi renuncia como Director del Sanatorio de Huipulco, por no estar de acuerdo con el cese de los médicos y residente de la institución, que constituye una represalia a su actitud para conseguir un mejoramiento de su injusta condición económica y social. 
La noble solidaridad y amistosa actitud de los médicos adscritos y jefes de servicio de este sanatorio, cubriendo todas sus necesidades y protegiendo así la salud de los enfermos en forma integral, hace innecesaria una medida tan drástica que creo no ayudará a resolver el conflicto establecido.
Lamento separarme de este sanatorio al que he servido con lealtad, cariño y perseverancia durante 28 años, pero no quiero que mis colegas, alumnos y estudiantes pierdan la fe y la confianza depositada en mi modesta personalidad, que he procurado forjarla en el desinterés, el valor civil y el más alto espíritu de compañerismo.
Le doy al H. Consejo las gracias por su inestimable cooperación durante mi gestión, así como por la amistad que me dispensaron.

Hago votos porque nuestro sanatorio siga en plan ascendente, para beneficio de la salud de nuestro pueblo.
Muy Atentamente 

Tlalpan, D.F., a 15 de enero de 1965 

Dr. Ismael Cosío Villegas

A pesar de la renuncia, Cosío Villegas y su cercano equipo de colaboradores, siguen laborando sin precepción de honorarios y atendiendo a los enfermos del Sanatorio hasta septiembre del mismo año en que Miguel Jiménez es designado por Gustavo Díaz Ordaz como nuevo director del mismo.
El 20 de abril se inició un nuevo paro, sin embargo, en desacuerdo con la AMMRI, la AMM se separa dejándolos solos, a lo que los sindicatos de ponen un ultimátum para que a más tardar el 17 de mayo del mismo año regresaran a sus labores.
El 8 de julio de 1965, el presidente Díaz Ordaz recibió nuevamente a la AMM, en cuyo acuerdo se otorgaron aumentos a residentes, becarios e internos. Y, finalmente, los contratos que demandaban los médicos fueron firmados con sus propias organizacioes con los sindicatos oficialistas de la FSTSE.

## Retiro y fallecimiento
Después de los eventos de 1965 se retiró de la vida académica e institucional y permaneció en un aislamiento voluntario, dedicándose a la práctica privada de su profesión en su consultorio de la Av. Álvaro Obregón de la Ciudad de México.
Muere en la Ciudad de México el 2 de agosto de 1985, víctima de complicaciones diabéticas.

## Publicaciones Destacadas
- Clínica del Aparato Respiratorio.

- Los Abscesos del Pulmón.

- Patología del Aparato Respiratorio.

## Sociedades Científicas
- Miembro de la Sociedad Mexicana de Neumología y Cirugía de Tórax A.C.

- Miembro de la Sociedad Mexicana de Medicina Interna.

- Miembro de la Academia Nacional de Medicina.

- Miembro fundador de la Sociedad Mexicana de Estudios sobre Tuberculosis y Enfermedades del Aparato Respiratorio.

- Fellow of the American College of Chest Physicians.

- Memeber of the American Thoracic Society (American Trudeau Society)

- Miembro Honorario de la Academia de Medicina de Nueva York.

- Miembro de la Sociedad Cubana de Tisiología.

- Miembro Honorario del Colegio y Médicos Cirujanos de Costa Rica

- Miembro Honorario de la Sociedad Peruana de Tuberculosis.

- Miembro Honorario de la Sociedad Ecuatoriana de Tuberculosis.

- Miembro Honorario de la Sociedad Uruguaya de Tuberculosis.

- Miembro Honorario de la Sociedad de Tuberculosis de Brasil.

- Miembro Honorario de la Sociedad Argentina de Tuberculosis.

## Asociaciones Estudiantiles
- Presidente de la Sociedad de Estudiantes de la Facultad de Medicina de la Universidad Nacional Autónoma de México

## Representaciones Nacionales
- Congreso Mundial de Partidarios de la Paz - Varsovia 1950

- Congreso Mundial de la Paz - Pekín 1952

## Actividades políticas
Ismael Cosío Villegas es encarcelado en dos ocasiones en la Habana por sus realización de actividades que son consideradas subversivas por los gobiernos de Prío Socarrás y Fulgencio Batista.
Es impulsor, junto con su hermano Daniel Cosío Villegas, de la inmigración durante la guerra civil Española.